# 金森穣
金森 穣（かなもり じょう、Jo Kanamori, 1974年11月22日- ）は、日本の舞踊家、演出・振付家。ダンサー、コリオグラファー。戦国大名の金森長近流の左京家とは無関係。

## 経歴
神奈川県横浜市生まれ。幼少よりダンサーである父・金森勢に学ぶ。生家がダンス・スタジオであるという環境で育ち、牧阿佐美バレヱ団に入団。1992年渡欧。ルードラ・ベジャール・ローザンヌ（モーリス・ベジャールが主宰するスイス・ローザンヌのダンス学校）に所属し、ベジャールに師事。1994年、オランダ・ハーグのネザーランド・ダンス・シアター（NDT）でダンサーとして活躍。1997年フランスの国立リヨン・オペラ座バレエ団。1999年スウェーデン・ヨーテボリ・バレエ団に移籍、振付を任されるなど重要な地位にあった。
帰国後、フリーランスのダンサーとして日本国内にて活動。2004年新潟市民芸術文化会館の舞踊部門芸術監督に就任。同年、日本初の劇場専属プロフェッショナル・ダンスカンパニー「Noism」を発足。現在、新潟県新潟市の新潟市民芸術文化会館を拠点に活動している。
2007年7月21日にダンサー井関佐和子(Noism1)と入籍。
2008年、芸術選奨文部科学大臣賞を受賞。
2009年夏、夫婦でunit-Cyan（ユニットシアン）という活動を開始。
2018年度毎日芸術賞を受賞。2021年、紫綬褒章受章。
2025年、第42回橘秋子賞を受賞。

## その他

### ドキュメンタリー
- BSNスペシャル「芸術の価値 舞踊家金森穣 16年の戦い」（2021年1月20日、新潟放送）[4]